# Walter Roland
Walter Roland var en amerikansk bluessångare och pianist född 1902 (enligt sitt personbevis) eller 1903 (enligt sitt dödscertifikat) i Alabama. Utöver sin solokarriär spelade han bland annat in låtar tillsammans med Lucille Bogan och Josh White.
År 1968 lade Roland av med musiken då han blivit blind. Den 12 oktober 1972 avled han av en lungsjukdom.